# 上里镇
上里镇，是中华人民共和国四川省雅安市雨城区下辖的一个乡镇级行政单位。2019年12月，撤销中里镇，将其所属行政区域划归上里镇管辖。

## 行政区划
上里镇下辖以下地区：
五家村、四家村、六家村、七家村、庙坯村、共和村、治安村、箭杆林村和白马村。

## 中国传统村落
2012年，五家村被评为首批“中国传统村落”。